# Станицька Олена Лук'янівна
Олена Лук'янівна Станицька (7 грудня 1931 — ?) — українська радянська діячка, новатор виробництва, бригадир складального цеху кольорових кінескопів Львівського виробничого об'єднання «Кінескоп» Львівської області. Герой Соціалістичної Праці (26.04.1971).

## Біографія
У 1949 році переїхала до Львова після смерті матері.
З 1949 року — учениця, монтажниця електролампового складального цеху, контролер Львівського електролампового заводу.
З червня 1955 по 1957 рік працювала на Донбасі «по комсомольській путівці». Була машиністом електровоза шахти № 22 міста Сніжне Сталінської (Донецької) області. Вибиралася делегатом І-го Всеукраїнського зльоту молодих гірників в місті Сталіно (Донецьку). У 1957 році повернулася до Львова.
З 1957 року — монтажниця, бригадир і начальник зміни складального цеху кольорових кінескопів Львівського заводу кінескопів (виробничого об'єднання «Кінескоп») Львівської області.
Член КПРС.
Указом Президії Верховної Ради СРСР від 26 квітня 1971 року, «за видатні заслуги у виконанні п'ятирічного плану і створенні нової техніки», Олені Станицькій присвоєно звання Героя Соціалістичної Праці з врученням ордена Леніна і золотої медалі «Серп і Молот».
Працювала майстром виробничого навчання Львівського технічного училища.
Потім — на пенсії в місті Львові. 

## Нагороди
- Герой Соціалістичної Праці (26.04.1971)
- орден Леніна (26.04.1971)
- медаль «За доблесну працю. В ознаменування 100-річчя з дня народження Володимира Ілліча Леніна» (1970)
- медалі
- Державна премія Української РСР (.04.1975)